# Opostega granifera
Opostega granifera là một loài bướm đêm thuộc họ Opostegidae. Nó được Edward Meyrick miêu tả năm 1913. Nó được tìm thấy ở Transvaal in Nam Phi.
Con trưởng thành bay vào tháng 12.